# Paul Argney
Paul Argney, né le 23 mai 2006 à Granville (Manche), est un footballeur français évoluant au poste de gardien de but au Havre AC.

## Biographie

### En club

#### Débuts et formation
Né en 2006 à Granville, Paul Argney commence le football à l'AS Jullouville-Sartilly où il est tout de suite attiré par le poste de gardien de but. En U12, il rejoint l'US Avranches. Il intègre d'abord le collège de Brécey en sport études avant d'intégrer le Pôle espoirs de Ploufragan (Côtes-d'Armor). 
Après un stage au Centre national de Clairefontaine, il signe à l'été 2021, un contrat d'aspirant au Havre AC où il évolue avec les équipes de U16 puis U17. Il signe un premier contrat professionnel de trois ans avec Le Havre en juin 2024. 
Il évolue avec l'équipe réserve jusqu'en février 2025 avant d'être prêté aux Francs Borains, en deuxième division belge. Le 6 avril 2025, il joue son premier match en professionnel face à la RAAL La Louvière, seule rencontre qu'il dispute durant son prêt.

### En sélection
En novembre 2021, il est convoqué avec l'équipe de France des -16 ans, puis l'année suivante, avec la France des -17 ans. Avec cette dernière, il participe en tant que gardien titulaire à l'Euro 2023 joué au mois de mai et juin en Hongrie où la France atteint la finale.
Il est nommé meilleur gardien de la Coupe du monde de football des moins de 17 ans 2023 en Indonésie, où la France atteint la finale. Durant la séance de tirs au but, il s'illustre notamment en repoussant les tirs d'Eric da Silva Moreira puis de Paris Brunner, mais ne pourra éviter la défaite des siens. Après deux sélections avec les U18, il découvre l'équipe de France des -19 ans en 2024.